# Gurkha (Zigarre)
Zigarren der Marke Gurkha werden durch den Hersteller Gurkha Cigar Company aus Miami, Vereinigte Staaten hergestellt und vertrieben.

## Geschichte
Der Legende nach waren Gurkha-Soldaten die Erfinder der Gurkha-Zigarren. Der gebürtige Inder Kaizad Hansotia hat die Marke samt kompletter Zigarrenladung 1989 bei einem Urlaubsaufenthalt in Goa für nur $149 gekauft und anschließend die Gurkha Cigar Company in Miami gegründet.

## Einzelmarken
Besonders renommiert ist die Majesty’s Reserve-Zigarre, die aus 18 Jahre altem Tabak und Louis XIII Cognac hergestellt wird und als eine der teuersten Zigarren der Welt gilt. Dieses Produkt mit extrem limitierter Produktion wird für 1.200 € pro Zigarre verkauft. Gurkha-Zigarren werden deshalb als der Rolls Royce unter den Zigarren beschrieben. Noch teurer ist die Maharaja von Gurkha, die 2.200 € pro Stück kostet.
Aber auch wesentlich günstigere Zigarren sind in den weit über 120 Serien von Gurkha zu finden: das normale Preisspektrum liegt bei etwa 10–15 €/Stück.
Einzelmarken der Firma sind:
| - Ancient Reserve - Ancient Warrior - Assassin - Avenger - The Beast - Beauty | - Black Dragon - Blend 101 - Centurian - Crest - Crest L'Grand - Dragon Fire | - Dragon Fury - Elegance - Empire Series - Evil - G3 - G-Series | - Genghis Khan - Ghost - Grand Age - Grand Reserve - His Majesty’s Reserve - Legend - Regent | - Marqueza - Master Select - Royal Reserve - Signature Black 1887 - Signature Red 1887 - Status | - Symphony - Titan - Triple Ligero - Vintage Shaggy - Viper - Warlord |